# Francisco Amorós López
Francisco Amorós López (Ontur, 30 de juny de 1921 - El Masnou, 13 de novembre de 1985) fou un futbolista espanyol de la dècada de 1940.

## Trajectòria
Malgrat haver nascut a la província d'Albacete, la seva carrera esportiva la passà de forma gairebé total a Catalunya, on s'establí un cop retirat i on morí el 1985. El seu principal club fou el CF Badalona, on jugà unes 13 temporades, en quatre etapes diferents, entre els anys 1937 i 1957. Amb el CE Sabadell jugà a començament i finals de la dècada de 1940, arribant a jugar a primera divisió la temporada 1948-49. També jugà dues temporades a Primera amb el FC Barcelona (1946-1948), destacant a la primera d'elles, amb 24 partits disputats. La segona temporada només jugà un partit de lliga, però es proclamà campió de la competició.

## Palmarès
- Lliga espanyola:
  - 1947-48